# Marcel Clocquet
Marcel Clocquet (* 29. Juli 1905 in Bornival; † 19. Mai 1984 in Antibes) war ein belgischer Radrennfahrer und nationaler Meister im Radsport.

## Sportliche Laufbahn
Clocquet war im Straßenradsport und im Bahnradsport aktiv. 1926 gewann er als Amateur die nationale Meisterschaft im Straßenrennen vor Jean Aerts. Bei den Straßenradsport-Weltmeisterschaften startete er für die belgische Nationalmannschaft und wurde 18. des Rennens.
Auf der Bahn wurde er 1925 Dritter der nationalen Meisterschaft im Sprint der Amateure. Von 1928 bis 1932 war er Unabhängiger.